# Чокрак (Прахова)
Чокрак (рум. Ciocrac) насеље је у Румунији у округу Прахова у општини Дражна де Сус. Oпштина се налази на надморској висини од 409 m.

## Становништво
Према подацима из 2002. године у насељу је живело 47 становника, од којих су сви румунске националности.